# Osu!
osu! je free to play open source hudební videohra vytvořená a vyvíjená australským vývojářem Deanem (peppy) Herbertem v jazyce C# .NET Framework. Herní mechaniky osu! jsou inspirovány komerčními herními tituly jako Osu! Tatakae! Ouendan, Elite Beat Agents, Taiko no Tatsujin, Beatmania IIDX, O2Jam, nebo DJMax. Hra poprvé vyšla v roce 2007 pro Microsoft Windows a za dobu své existence se rozšířila takřka na všechny moderní platformy včetně mobilních zařízení. osu! má rostoucí fanouškovskou základnu s kompetitivní scénou po celém světě a pořádá své vlastní turnaje.

## Herní režimy

### osu!
Hlavní herní režim osu! (někdy nazýván osu!standard) je možné hrát pomocí klávesnice a myši nebo grafického tabletu. Většina hráčů využívá kombinaci myši k ovládání kurzoru a klávesnici ke klikání na herní objekty (nejčastěji kombinace tlačítek Y a X). Ke hraní lze také použít dotyková obrazovka. Cílem hry je úspěšně dohrát beatmapu tím, že hráč správně zasáhne dostatečné množství herních objektů tak, aby udržel klesající hodnotu zdraví nad 0.
Beatmapy standardního režimu se skládají ze základních herních objektů – hit circle (kruh), slider (posuvník) a spinner (kolotoč). Načasování udává tzv. approach circle (kruh přiblížení), který se postupně zmenšuje a při doteku s herním objektem slouží jako signalizace pro hráče, který v tento okamžik musí kliknout.
Každý z herních objektů má svá vlastní kritéria pro úspěšný zásah. U kruhu hraje roli pouze správně načasované kliknutí. Posuvník se skládá ze dvou kruhů propojených cestou, po které musí hráč pohybovat kurzorem z bodu A do bodu B ve správném časovém úseku. Některé posuvníky obsahují tzv. reverse arrow (zpětnou šipku), která značí, že hráč musí projít cestu posuvníku zpět z bodu B do bodu A. Spinner je velký kruh uprostřed obrazovky, pro jehož správné zahrání musí hráč točit kurzorem kolem jeho osy a splnit určitý počet otáček (při vyšším počtu otáček hra uděluje bonusové body). 

### osu!mania
osu!mania je režim inspirovaný hrou Beatmania IIDX, kterou byl ovlivněn samotný vývojář. Režim připomíná hru na klavír. Hráč kliká na klávesy do rytmu přilétajících not, jejichž počet je různý – od 4 po 9 kláves. Počet kláves může být též manuálně upraven pomocí herních modifikátorů (od 1 po 9 kláves, s aplikovaným herním módem až 18 kláves). osu!mania se nejčastěji hraje pomocí klávesnice, ale lze použít i taneční podložky známé z herní série Stepmania. 

### osu!taiko
Režim osu!taiko je inspirovaný japonskou videohrou Taiko No Tatsujin od společnosti Namco. Herní mechanika je založena na reálních taiko bubnech, na které hráč bubnuje do rytmu přilétajících koleček, které značí typ bubnu, který má hráč použít. Bubny se dělí na červené a modré a je jich celkem 8 typů – katsu, don, velký katsu, velký don, drum roll a denden. Velký katsu a don přičítají dvojnásobek bodů a aktivují se stisknutím dvou správných kláves najednou. Drum rolly se hrají nepřetržitým klikáním libovolných kláves a dendeny střídavým klikáním červených a modrých bubnů. 

### osu!catch
osu!catch (také Catch the Beat, nebo osu!fruit) je režim inspirovaný skrytým režimem hry Beatmania, ve kterém 2 hráči chytají objekty padající seshora dolů. Hráč pomocí šipek ovládá postavu, která nad hlavou drží tác a chytá padající ovoce do rytmu skladby. osu! verze se odlišuje hlavně v tom, že je pro jednoho hráče a tím, že její obtížnost je kompenzována technikou "dashování" která hráči umožňuje rychlý přesun po obrazovce. 

## Beatmapy
Herní úrovně v osu! jsou nazývány beatmapy. Beatmapa obsahuje skladbu a do jejího rytmu rozmístěné objekty tvořící beatmapu", kterou se hráč snaží "passnout". Beatmapy jsou tvořené komunitou přes editor, který je přístupný v herním klientu, nebo jsou automaticky konvertovány z beatmap standardního režimu na režimy osu!mania, osu!taiko a osu!catch (ne opačně). Dělí se na hodnocené (schválené mapy s tabulkovým hodnocením), loved (schválené mapy s tabulkovým hodnocením, ale performance points se zde neudělují). a nehodnocené (mapy, které čekají na schválení, nebo nejsou určeny k hodnocenému hraní).
Beatmapy většinou obsahují několik obtížností označených počtem hvězdiček. Čím vyšší počet hvězdiček, tím bývá mapa náročnější. Každá obtížnost má také svůj slovní název – nejčastěji Easy, Hard, Normal, Insane a Expert (obtížnost může pojmenovat i sám její autor, například "Mourning Those Things I've Long Left Behind" u beatmapy The Sun, The Moon, The Star). Obtížnost beatmapy záleží na počtu herních objektů a rychlosti jejich kombinací, délce skladby, rychlosti skladby (BPM), velikosti herních objektů (circle size – CS) a rychlosti zjevování herního objektu (approach rate – AR), obtížnost načasování k přesnému zásahu (overall dificulty - OD) a rychlost ubývání zdraví (health points - HP). Průběh beatmapy může být upraven pomocí herních modifikátorů. Kupříkladu obyčejná 8* mapa má atributy CS4; AR9,5; OD10; HP4. 

## Herní modifikátory
osu! obsahuje celkem 18 modifikátorů, které mění dynamiku mapy ulehčením nebo ztížením jejího průběhu. Modifikátory mají přímý vliv na výsledné skóre – zlehčující módy skóre snižují, ztěžující módy skóre zvyšují a některé módy skóre nepočítají. 

### Ulehčující módy
- Easy (EZ) - Zvětšuje herní objekty, snižuje rychlost zjevování objektů, vyžadováno méně přesnosti. Avšak přes svůj název se právě díky snížení rychlosti zjevování jedná o velice náročný mód. (-50% ze skóre)
- NoFail (NF) - Hráč nemůže prohrát ani s hodnotou zdraví na 0. (-50% ze skóre)
- SpunOut (SO) - Spinnery jsou odehrány automaticky (-5% ze skóre)
- HalfTime (HT) - Mapa je zpomalena o 25%. (-70% ze skóre)

### Ztěžující módy
- HardRock (HR) - Zmenšuje herní objekty, vyžaduje větší přesnost, mapa je zrcadlená. (+6% ke skóre)
- SuddenDeath (SD) - Pokud hráč nezasáhne herní objekt, hra končí bez ohledu na hodnotu zdraví. (bez vlivu na skóre)
- Perfect (PF) - Rozšíření módu SuddenDeath. Pokud hráč neudrží 100% přesnost, hra skončí. (bez vlivu na skóre)
- DoubleTime (DT) - Mapa je zrychlena o 50%. (+12% ke skóre)
- Nightcore (NC) - Rozšíření módu DoubleTime. Mód též přidává vyšší tón hudby, který je specifický pro nightcore žánr. Tento mód byl původně vytvořen v dubnu 2012 jako aprílový žert, avšak po velmi pozitivních ohlasech se jej vývojář rozhodl ponechat jako plnohodnotný mód.
- Hidden (HD) - Nejpopulárnější mód. Kruhy přiblížení se nezobrazují a objekty mizí dříve než jsou připraveny na zásah (je nutné se řídit rytmem hudby). (+6% ke skóre, známky S+ a SS+)
- Flashlight (FL) - Hráč má velmi omezené pole viditelnosti od kurzoru. Jedná se o bezpochyby nejnáročnější mód v celé hře, často se musí celá mapa naučit zpaměti. (+12% ke skóre, známky S+ a SS+)

### Nehodnocené módy
- Relax (RX) - Hráč míří pouze s kurzorem a hra kliká za něj.
- AutoPilot (AP) - Hráč pouze kliká a hra pohybuje kurzorem.
- Auto (AT nebo AO) - Robot přehraje beatmapu se 100% přesností.
- Cinema (CN nebo CM) - Hra pouze přehraje písničku a zobrazí pozadí mapy (některé mapy mají na pozadí video). Nenachází se v klientu osu!lazer.

### Ostatní módy
- TouchScreen (TD - zkr. Touchscreen Device) - Hráči, kteří hrají s dotykovým displejem mají v tabulce hráčů tento mód vždy vidět, aby bylo zamezeno podezření z podvádění. Pro hráče s dotykovým displejem je speciálně upravený performance points systém.

## Hodnocení
Každá dohraná beatmapa se hodnotí podle celkového výsledného skóre, procentuální úspěšnosti, počtu nezasažených objektů a velikosti comba – počtu herních objektů zasažených za sebou bez přerušení. osu! uděluje celkem 8 hodnocení: nejhorší D (červené), C (fialové), B (modré), A (zelené), S (zlaté), S+ (stříbrné), SS (zlaté), až nejlepší (stříbrné) SS+. Například SS+ může obdržet hráč pouze při 100% úspěšnosti a aplikovaným herním modifikátorem HD nebo FL, ale na známku C stačí jen přes 70% přesnosti.  Aby bylo možné získat známku S nebo SS, nesmí hráč missnout, jelikož i s přesností 99,99% ale jedním missem je udělena známka A.
Čím lepší skóre na těžší beatmapě hráč dostane, tím více roste jeho hodnocení výkonu (performance points – PP), které ho posouvá v žebříčku hráčů.

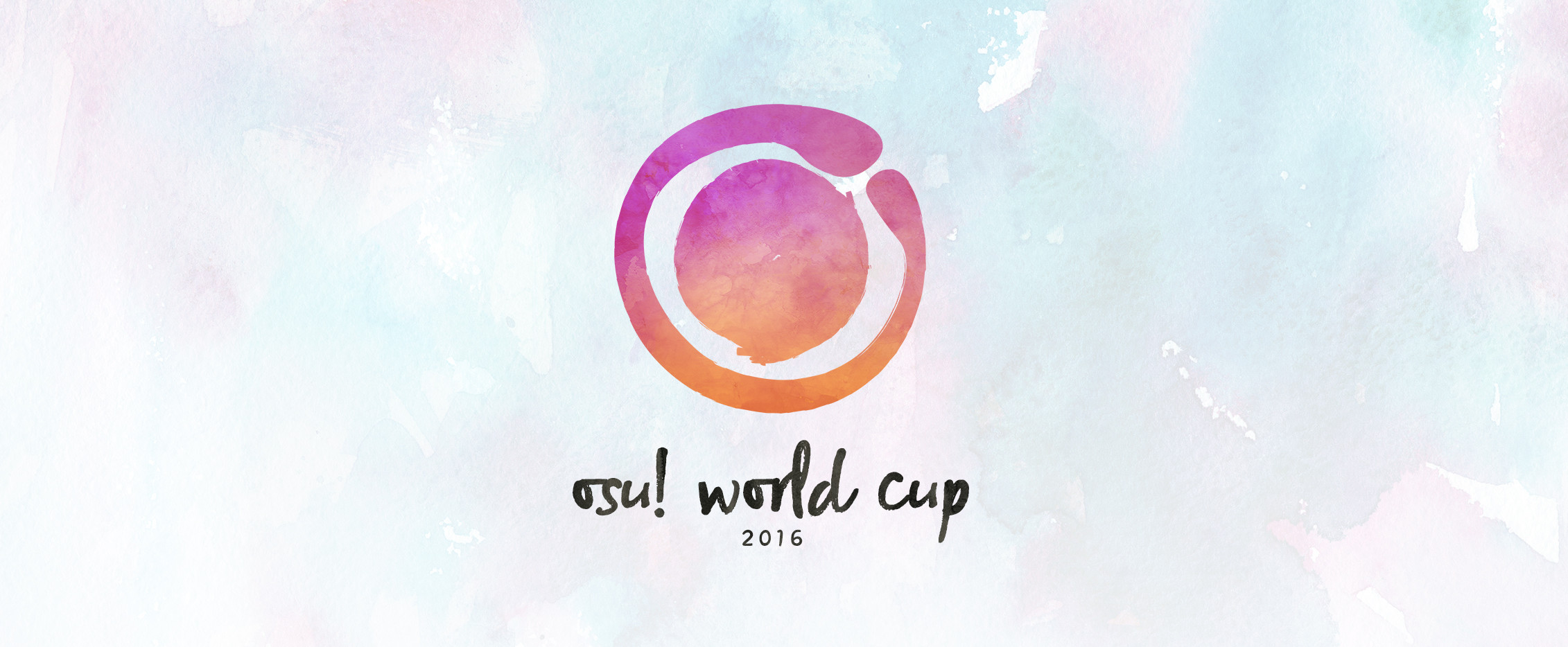
Banner osu! World Cup 2016

## Kompetitivní scéna
Do roku 2019 bylo uspořádáno celkem 33 světových pohárů osu! World Cup, které probíhají ve formě 4v4 – čtyři hráči ze stejné země proti dalším čtyřem z jiné země. Ročně osu! pořádá 5 turnajů, z nichž každý je dedikován jinému hernímu režimu (osu!mania turnaje se dělí na 4 klávesové a 7 klávesové). Existují také neoficiální turnaje pořádané komunitou. Hráči se utkávají o ceny v podobě peněžní odměny, předplatného osu!supporter a speciálních výhod. 

## Kolaborace s umělci
Tým vývojářů se snaží do osu! přinést novou originální hudbu kolaboracemi s umělci (featured artists), kteří poskytnou své skladby pro volné použití, nebo vytvoří exkluzivní hudbu dostupnou pouze ve hře. Použití těchto skladeb zabraňuje potyčkám ohledně autorských práv a dává šanci začínajícím umělcům prezentovat svoji tvorbu. K 7. lednu 2023 s osu! spolupracuje již 333 umělců.

## osu!supporter
Jelikož je osu! naprosto zdarma, vydělává si na svůj provoz prodejem předplatného (osu!supporter) po jehož zakoupení dostane hráč převážně možnosti kosmetických změn profilu, ale i užitečné funkce jako automatické stahování map přímo v herním klientu, filtry třídění map, žluté jméno v chatu, nebo seřazení leaderboardu pouze pro svoji zemi nebo přátele. 

## osu!lazer
Nový open-source osu! klient, který je momentálně ve vývoji a v budoucnu nahradí stávající klient. Zpřístupnění kódu hry dovolí komunitě například vytvářet nové herní režimy a rozšíření. Průběžné testovací verze jsou k dispozici ke stažení.

## Rekordy a milníky
Hranice 1 000pp byla pokořena až po 12 letech existence osu! a to americkým hráčem Vaxeim v dubnu 2019.
Hranice 2 000pp byla pokořena australským hráčem mrekkem v dubnu 2025.
Nejtěžší hodnocenou beatmapou je Camellia - Xeroa [EXCEED] která má obtížnost 12,3 hvězdiček a nejtěžší loved mapou je Silentroom - Nhelv [KATASTROPHE], která má 195 hvězdiček obtížnosti. 
Nejlehčí hodnocenou beatmapou je MIIRO vs. Ai no Scenario, kde nejlehčí obtížnost má pouze 0,41 hvězdičky.
Ke květnu 2025 je performance points rekord beatmapa s názvem "Songs Compilation VI". Má přes 7 minut a australský hráč mrekk dokázal na první pokus zahrát skóre 2 048pp.
Nejhranější beatmapou je Reol - No Title, která má ke květnu 2025 přes 124 milionů zahrání. Byla vytvořena v prosinci 2015 a má 1 minutu a 20 sekund.
Nejdelší hodnocenou beatmapou vůbec je "The Unforgiving". Byla vytvořena v dubnu 2011 a má téměř 53 minut.
Nejvíce zahraných beatmap drží americký hráč "osu420", který ke květnu 2025 má na profilu přes 138 tisíc zahraných beatmap a více než 6 480 odehraných hodin.